# Ерохин, Валерий Александрович
Валерий Александрович Ерохин (род. 1 апреля 1963) — советский и российский хоккеист, вратарь. Тренер.

## Биография
Учился в пермском микрорайоне Балатово. Начинал играть в хоккей полевым игроком, затем встал в ворота. В 16 лет дебютировал в «Молоте» — в своём единственном матче сезона 1979/80 первой лиги против «Бинокора» (6:4). В сезоне 1980/81 провёл 20 матчей, в следующем сезоне — 55. За два следующих сезона в «Динамо» Рига сыграл 15 матчей в высшей лиге. Вернувшись в Пермь, провёл за «Молот» 12 сезонов. В конце карьеры играл за венгерский клуб «Альба Волан» (1996/97) и «Молот-Прикамье» — 8 матчей в сезоне-1997/98.
В январе 2012 года игровой свитер Ерохина, сыгравшего за «Молот» более 500 матчей, с номером 20 был поднят под сводами стадиона «Молот».
Тренер в «Молоте-Прикамье-2» (1998/99 — 1999/2000), «Молоте-Прикамье» (2000/01 — 2019/20), тренер вратарей в МХК «Молот» (с 2021).
Сын Арсений (род. 1994) также хоккеист.